# Macrothemis brevidens
Macrothemis brevidens är en trollsländeart som beskrevs av Jean Belle 1983. Macrothemis brevidens ingår i släktet Macrothemis och familjen segeltrollsländor. IUCN kategoriserar arten globalt som livskraftig. Inga underarter finns listade i Catalogue of Life.